# Wagenhalle Viernheim

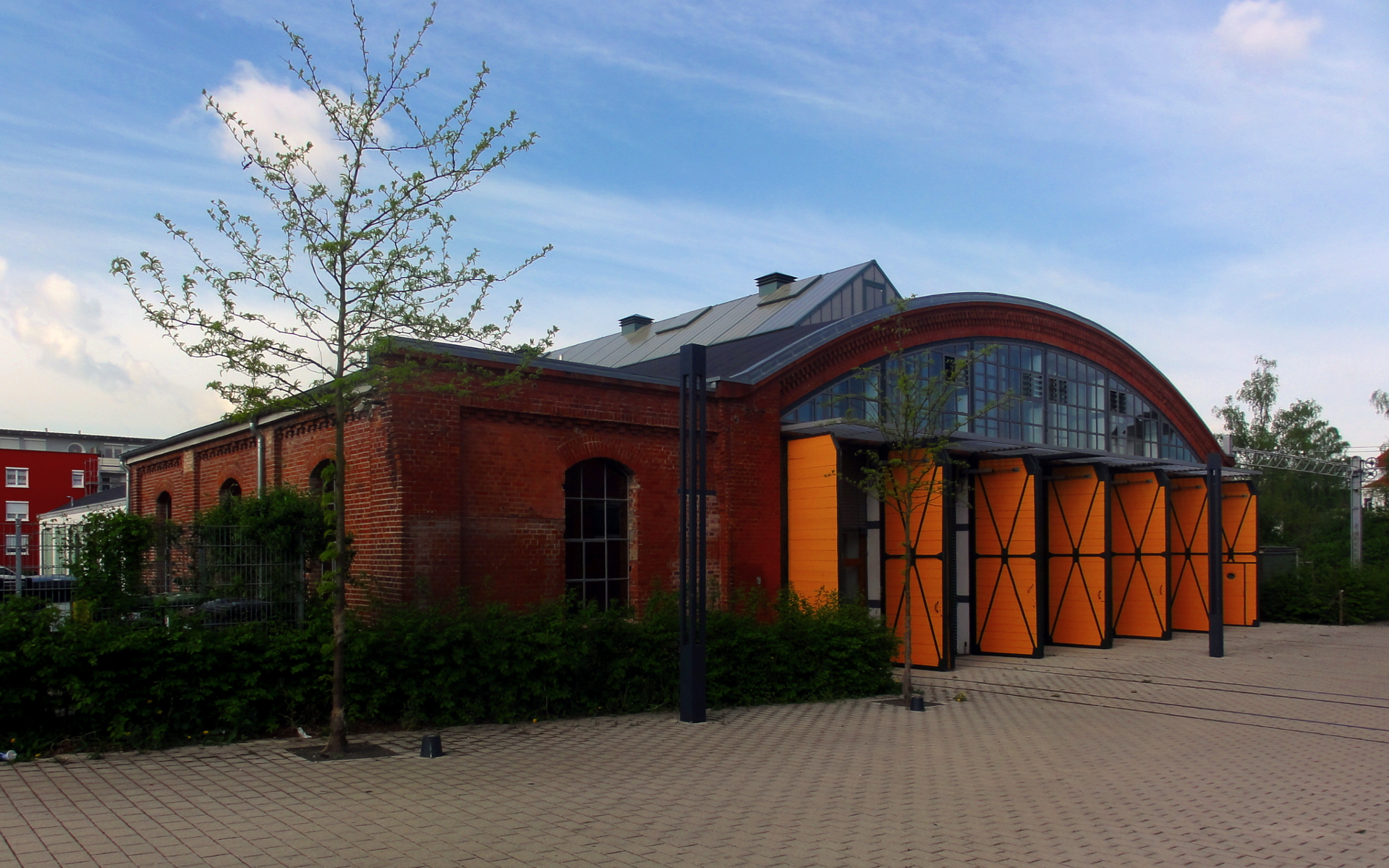
Vorderseite der Wagenhalle nach der Umnutzung als Bürogebäude

Die Wagenhalle Viernheim ist ein historisches Depot der OEG in Viernheim und heute ein Kulturdenkmal aufgrund des Hessischen Denkmalschutzgesetzes.

## Geografische Lage
Die Halle steht direkt neben dem OEG-Bahnhof in Viernheim. Sie ist stadtbildprägend.

## Geschichte

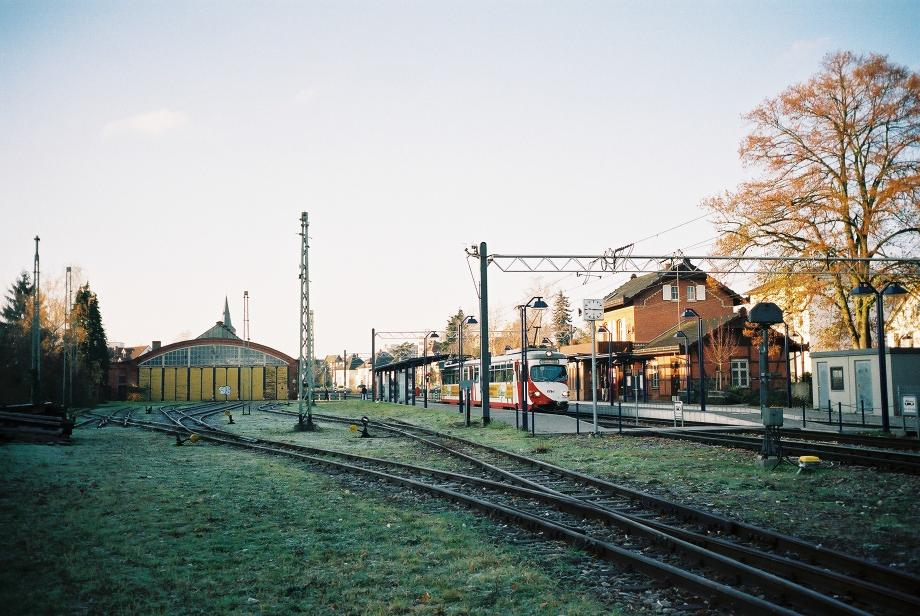
Links: die Wagenhalle vor dem Umbau, rechts: OEG-Bahnhof Viernheim, 2004

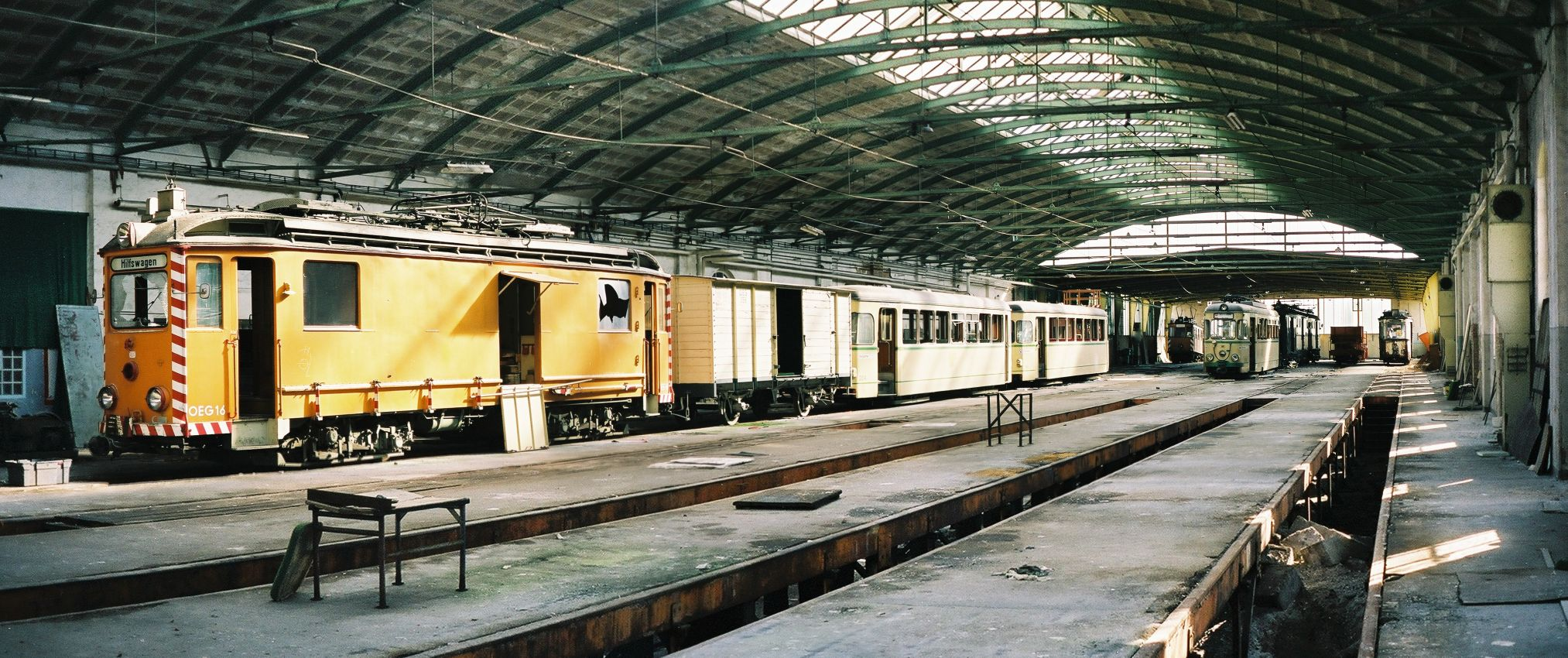
Innenaufnahme von 2004

Die Halle ging 1914 in Betrieb. Der Architekt ist nicht bekannt. Bis in die 1970er Jahre wurden hier Triebwagen der OEG abgestellt und gewartet. Damals wurden neue Gelenkwagen beschafft, für die die Halle zu klein war. Sie wurde deshalb seitens der OEG aufgegeben. Am 25. September 1976 eröffnete die Deutsche Gesellschaft für Eisenbahngeschichte e. V. (DGEG) hier das Rhein-Neckar-Eisenbahnmuseum, das sie aber 1989 aus Kostengründen aufgeben musste. In den folgenden Jahren bis 2002 waren hier zwar noch historische Fahrzeuge abgestellt, aber ein Bauunterhalt fand nicht mehr statt, so dass die Halle zunehmend verfiel.
Als ein Abbruchantrag genehmigt wurde, entstand 2000 eine Bürgerinitiative zum Erhalt der Halle. 2009 fand sich ein Investor, der sie zu einem Bürogebäude mit zwei Einheiten umgestaltete und sie dabei denkmalgerecht sanierte. An die frühere Nutzung erinnert ein in die Gestaltung integriertes Fahrzeug und die Pflasterung vor der Halle, die den Verlauf der meterspurigen Gleise markiert. Heute wird die Halle unter anderem von einem Rechtsanwalts- und Steuerberaterbüro genutzt.

## Gebäude
Die Halle wies ursprünglich sechs parallele Gleise auf. Das Gebäude hat eine Grundfläche von 71 × 22 m und ist im Bereich seines Tonnendaches bis zu 11 m hoch. Markante Merkmale sind die Backsteinfassade, die filigranen Stahlelemente, die Industrieverglasung und die Hallentore aus Holz und Stahl.